# Лапушки
Ла́пушки (рос. Лапушки) — село у складі Мокроусовського округу Курганської області, Росія.
Населення — 294 особи (2010, 362 у 2002).
Національний склад станом на 2002 рік:
- росіяни — 95 %